# Vicuña Mackenna (Freirina)
Vicuña Mackenna es una localidad perteneciente a la comuna de Freirina, dentro de la Región de Atacama, es orillada por el Río Huasco y conectada por la Ruta C-46, se ubica a 2 km de Freirina (Ciudad más cercana), su población, según el Instituto Nacional de Estadísticas (2019) es de 1.037 habitantes. 